# Colpo di Stato a Cuba del 1952
Il colpo di Stato a Cuba del 1952 avvenne il 10 marzo quando l'Esercito Nazionale di Cuba guidato dal generale Fulgencio Batista, intervenne nelle elezioni che si sarebbero dovute tenere il 1º giugno, stabilendo di fatto una dittatura militare nel Paese.

## Sfondo storico
Sin dalla rivolta dei sergenti del 1933 in poi, Fulgencio Batista agì come eminenza grigia creando e disfacendo i governi di Cuba. Fu ufficialmente presidente di Cuba dal 1940 al 1944 e, dopo otto anni di governo sotto i presidenti Ramón Grau San Martín e Carlos Prío Socarrás, fu uno dei principali candidati nelle elezioni del 1952. Tuttavia alcuni sondaggi lo indicavano come distante, in terza posizione. Il 10 marzo 1952, giusto quattro mesi prima delle elezioni presidenziali, Batista attaccò il governo rivendicando ragioni ingiustificabili e usando la sua posizione nell'esercito venne sostenuto da diversi settori politici del paese. Il colpo di Stato si risolse con nessuno spargimento di sangue ma attrasse l'attenzione e la preoccupazione della maggior parte della popolazione. Batista depose il presidente Carlos Prío Socarrás, cancellò il risultato delle elezioni e prese il controllo del governo come "presidente provvisorio". Poco dopo il golpe il governo degli Stati Uniti riconobbe immediatamente il nuovo governo di Batista.

## Conseguenze
Batista (la cui presidenza fu formalizzata dalle elezioni generali a Cuba del 1954) guidò Cuba fino al 1º gennaio 1959, quando venne costretto all'esilio insieme alla sua famiglia (prima nella Repubblica Dominicana di Rafael Leónidas Trujillo, poi nel Portogallo di António de Oliveira Salazar e infine nella Spagna franchista). L'esilio di Batista marcò il culmine della Rivoluzione cubana che ebbe inizio il 26 luglio 1953 con l'assalto alla caserma Moncada e vide Fidel Castro emergere come nuovo leader di Cuba.